# Quick Step (wielerploeg)/2009
Deze pagina geeft een overzicht van de wielerploeg Quick·Step - Innergetic in 2009.

## Algemeen
Sponsor: Unilin (met merknaam Quick·Step), Latexco (met merknaam Innergetic)
Team manager: Patrick Lefevere
Ploegleiders: Davide Bramati, Wilfried Peeters, Rik Van Slycke, Rik Verbrugghe, Luca Guercilena
Verzorgers: Dirk Nachtergaele, Johan Molly, Marc Patry, Rudy Pollet, Gunther Bierinckx, Frederik Pollentier, Kurt van Roosbroeck, Marek Sawicki
Mécaniciens: Jeanick Verstraete, Fausto Oppici, Kurt Roose, Jean-Marc Vandenberghe, Kenny Latomme, Kevin Desmedt
Ploegartsen: Yvan Van Mol, Toon Cruyt, Manuel Rodriguez Alonso
Fietsmerk: Specialized
Materiaal en banden: Campagnolo (fietsonderdelen), Hutchinson (banden)

## Renners
| Naam                         | Geboortedatum | Nationaliteit | Ploeg 2008 | Titel |
| ---------------------------- | ------------- | ------------- | ---------- | ----- |
| Carlos Barredo               | 05-06-1981    | Spanje        |            |       |
| Tom Boonen                   | 15-10-1980    | België        |            |       |
| Dario Cataldo                | 17-03-1985    | Italië        |            |       |
| Sylvain Chavanel             | 30-06-1979    | Frankrijk     |            |       |
| Dominique Cornu              | 10-10-1985    | België        |            |       |
| Allan Davis                  | 27-07-1980    | Australië     |            |       |
| Steven de Jongh              | 25-11-1973    | Nederland     |            |       |
| Kevin De Weert               | 27-05-1982    | België        |            |       |
| Dries Devenyns               | 22-07-1983    | België        |            |       |
| Stijn Devolder               | 26-08-1979    | België        |            |       |
| Addy Engels                  | 16-06-1977    | Nederland     |            |       |
| Mauro Facci                  | 11-05-1982    | Italië        |            |       |
| Kurt Hovelijnck              | 02-06-1981    | België        |            |       |
| Kevin Hulsmans               | 11-04-1978    | België        |            |       |
| Andrej Koenitski             | 02-07-1984    | Wit-Rusland   |            |       |
| Thomas Kvist                 | 18-08-1987    | Denemarken    |            |       |
| Davide Malacarne             | 11-07-1987    | Italië        |            |       |
| Jérôme Pineau                | 02-01-1980    | Frankrijk     |            |       |
| Francesco Reda               | 19-11-1982    | Italië        |            |       |
| Sébastien Rosseler           | 15-07-1981    | België        |            |       |
| Branislaw Samojlaw           | 25-05-1985    | Wit-Rusland   |            |       |
| Hubert Schwab                | 05-04-1982    | Zwitserland   |            |       |
| Kevin Seeldraeyers           | 12-09-1986    | België        |            |       |
| Matteo Tosatto               | 14-05-1974    | Italië        |            |       |
| Jurgen Van De Walle          | 09-02-1977    | België        |            |       |
| Kevin Van Impe               | 19-04-1981    | België        |            |       |
| Marco Velo                   | 19-03-1974    | Italië        |            |       |
| Wouter Weylandt              | 27-09-1984    | België        |            |       |
| Maarten Wijnants             | 13-05-1982    | België        |            |       |
| Stagiairs                    |               |               |            |       |
| Fréderique Robert (stagiair) | 25-01-1989    | België        |            |       |

## Belangrijke overwinningen
| Tour Down Under 2009 2e etappe: Allan Davis 4e etappe: Allan Davis 5e etappe: Allan Davis Eindklassement: Allan Davis Puntenklassement: Allan Davis Ronde van Qatar 2009 3e etappe: Tom Boonen Eindklassement: Tom Boonen Kuurne-Brussel-Kuurne Winnaar: Tom Boonen Driedaagse van West-Vlaanderen 3e etappe: Wouter Weylandt Parijs-Nice 2009 3e etappe: Sylvain Chavanel Puntenklassement: Sylvain Chavanel Jongerenklassement: Kevin Seeldraeyers | Dwars door Vlaanderen Winnaar: Kevin Van Impe Ronde van Vlaanderen 2009 Winnaar: Stijn Devolder Parijs-Roubaix 2009 Winnaar: Tom Boonen Vierdaagse van Duinkerke 4e etappe: Sébastien Rosseler Ronde van Italië Jongerenklassement: Kevin Seeldraeyers Ronde van België 4e etappe: Sébastien Rosseler Gullegem Koerse Winnaar: Wouter Weylandt Halle-Ingooigem Winnaar: Jurgen Van De Walle | Nationale kampioenschappen wielrennen België: wegwedstrijd: Tom Boonen Wit-Rusland: wegtijdrit: Branislaw Samojlaw Ronde van Oostenrijk 5e etappe: Dries Devenyns Ploegenklassement Clásica San Sebastián Winnaar: Carlos Barredo Eneco Tour 2009 Proloog: Sylvain Chavanel 3e etappe: Tom Boonen |

Mannen:   2003 · 2004 · 2005 · 2006 · 2007 · 2008 · 2009 · 2010 · 2011 · 2012 · 2013 · 2014 · 2015 · 2016 · 2017 · 2018 · 2019 · 2020 · 2021 · 2022 · 2023 · 2024 · 2025
Vrouwen:   2019 · 2020 · 2021 · 2022 · 2023 · 2024 · 2025
AG2R-La Mondiale · Astana · Bbox-Bouygues Telecom/2009 · Caisse d'Epargne · Cofidis · Team Columbia · Team CSC Saxo Bank · Euskaltel-Euskadi · Française des Jeux · Fuji-Servetto · Garmin-Chipotle · Katjoesja · Lampre-NGC · Liquigas · Team Milram · Quick·Step · Rabobank · Silence-Lotto